# The Devil Went Down to Georgia
Pistes de Million Mile Reflections
Trudy Mississippi
The Devil Went Down to Georgia est une chanson écrite et interprétée par Charlie Daniels Band et publiée en 1979 sur leur album Million Mile Reflections.
La chanson est composée en ré mineur. Vassar Clements avait d’abord composé la mélodie une octave en dessous, pour "Lonesome Fiddle Blues". The Charlie Daniels Band l’a fait monter d’une octave et ajouta des paroles. Les paroles sont presque dites, plutôt que chantées, et racontent l’histoire d’un garçon, Johnny, qui un jour affronte le diable au violon. S’il gagne, Johnny remportera un violon (un fiddle) d’or ; s’il perd, le diable aura son âme. Deux passages instrumentaux figurent les passages de Satan et de Johnny.
La chanson est le plus gros succès du groupe : elle atteint le troisième rang du Billboard Hot 100. Elle est aussi utilisée dans le film Urban Cowboy. La chorégraphe du film, Patsy Swayze, indique qu’elle a adapté le tempo à la chanson. Daniels lui ayant demandé « À quelle vitesse peux-tu danser ça ? », elle lui a répondu « À quelle vitesse est-ce que tu peux le jouer ? ».

## La chanson
Cette chanson raconte comment le Diable va chercher des âmes en Géorgie. Il n’a pas pu en obtenir ces derniers temps, et cherche donc à en obtenir à tout prix. Il rencontre alors un jeune joueur de fiddle, Johnny, qui joue de façon impressionnante. Le Diable dit alors à Johnny que lui aussi joue du fiddle. Il lui propose alors un concours de fiddle, sûr qu’il jouera mieux que le jeune garçon. Si Johnny gagne, le Diable lui donnera un fiddle d’or massif, mais s’il perd, il donnera son âme au Diable. Bien qu’il redoute qu’accepter le pari soit un péché, Johnny accepte, répliquant fièrement au Diable qu’il va regretter, car « il est le meilleur qu’il y ait jamais eu ». Le Diable commence le duel en jouant un morceau sinistre et puissant, accompagné par des démons musiciens. Mais, malgré ça, le Diable est battu à plate couture par Johnny. Le Diable reconnaît qu’il est largement surclassé, et tenant parole, il donne un beau violon d’or à Johnny. Celui-ci dit au Diable qu'il est le bienvenu pour un match retour.